# Rote Kirche (Güzelyurt)
Koordinaten: 38° 15′ 36″ N, 34° 25′ 48″ O
Die Rote Kirche (türkisch Kızıl Kilise) ist eine frühbyzantinische, heute teilweise zerfallene Kirche aus dem 5. bis 6. Jahrhundert in dem Dorf Sivrihisar im Bezirk Güzelyurt der türkischen Provinz Aksaray. Die Kirche hat ihrem Namen von dem roten Vulkangestein ihres Mauerwerks. Weitere Namen sind Sivrihisar Kızıl Kilise (nach der nächsten Ortschaft) und Haçlarlar Kilisesi (deutsch: Kirche mit Kreuzen) nach den Kreuzes-Fresken über den Türen und Fenstern. Seit dem Jahre 2008 ist das christliche Gebäude auf der Liste des World Monuments Watch aufgelistet. Von ihrem Freskenschmuck ist fast nichts erhalten.

## Hintergrund und Geschichte

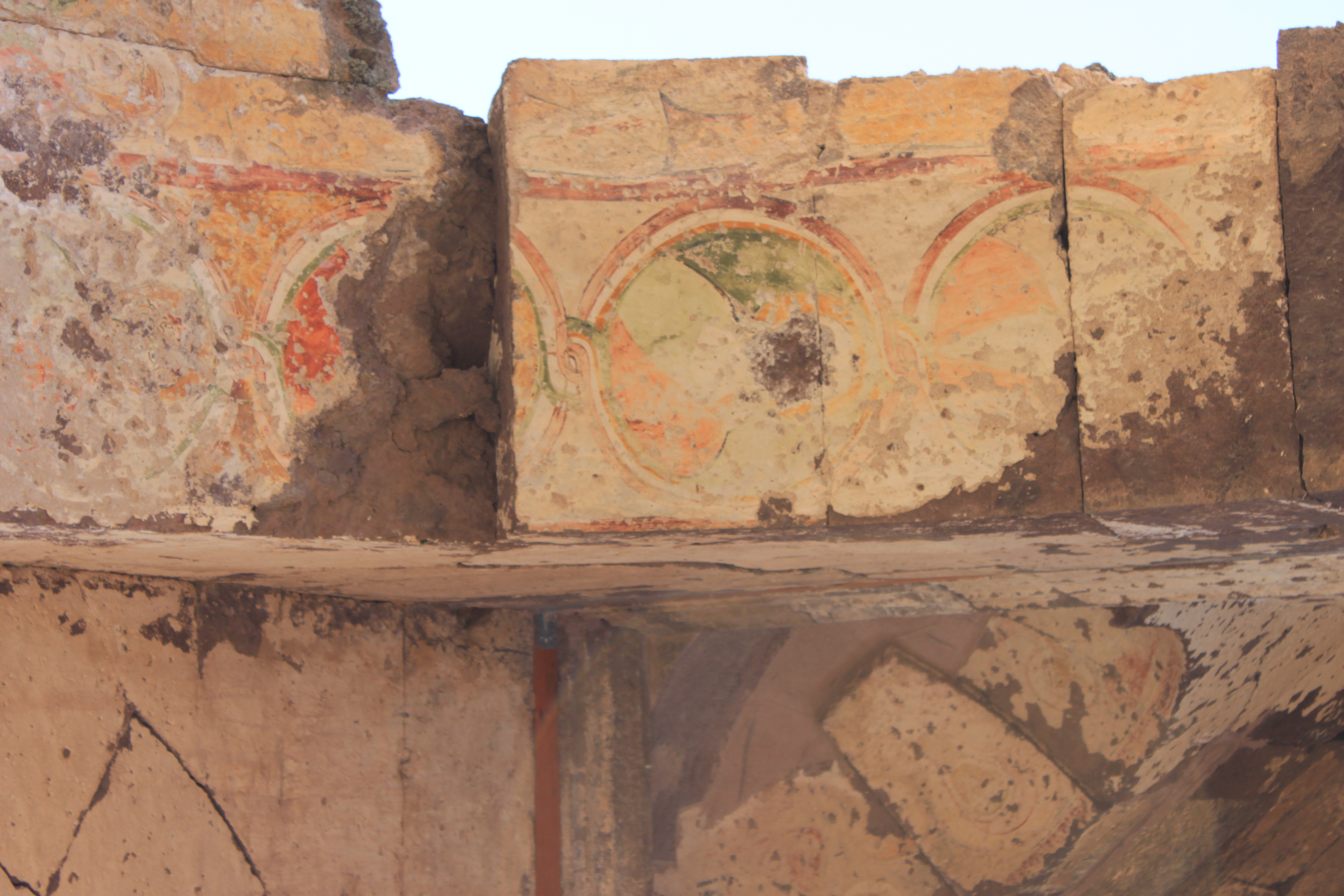
Kızıl Kilise (Sivrihisar), Fresko

Die Rote Kirche, die vermutlich im sechsten Jahrhundert während der Regentschaft des byzantinischen Kaisers Justinian I. (r. 527–565) errichtet wurde, ist eines der ältesten freistehenden christlichen Gotteshäuser in der Region Kappadokien. Die Kirche war vermutlich dem Heiligen Gregor von Nazianz gewidmet, einem der Kappadokischen Kirchenväter.
In Zentral- und Ostkappadokien des 5. und 6. Jahrhunderts waren Kirchen mit kreuzförmigen Grundplänen Standard. Die Rote Kirche folgt dieser Planungsform und besteht aus örtlichem Vulkangestein. Charakteristisch für die Rote Kirche ist ihre zentrale Kuppel, die auf einem achteckigen Tambour errichtet ist. Acht Fenster in dem Tambour versorgen das Kirchenschiff mit Licht. Die einzige spätere Hinzufügung zum Gebäude ist der Narthex. Hohe Türstürze und professionell bearbeitete Granitblöcke deuten auf eine Verwendung als kaiserliche oder Beerdigungskapelle hin. Pilger, die Anatolien auf dem Wege nach Jerusalem entlang einer antiken Route durchqueren, können die Kirche leicht erreichen.
Die britische Archäologin und Schriftstellerin Gertrude Bell (1868–1926) fotografierte und vermaß die Rote Kirche im Jahre 1907.

## Maßnahmen zur Rettung des Gebäudes

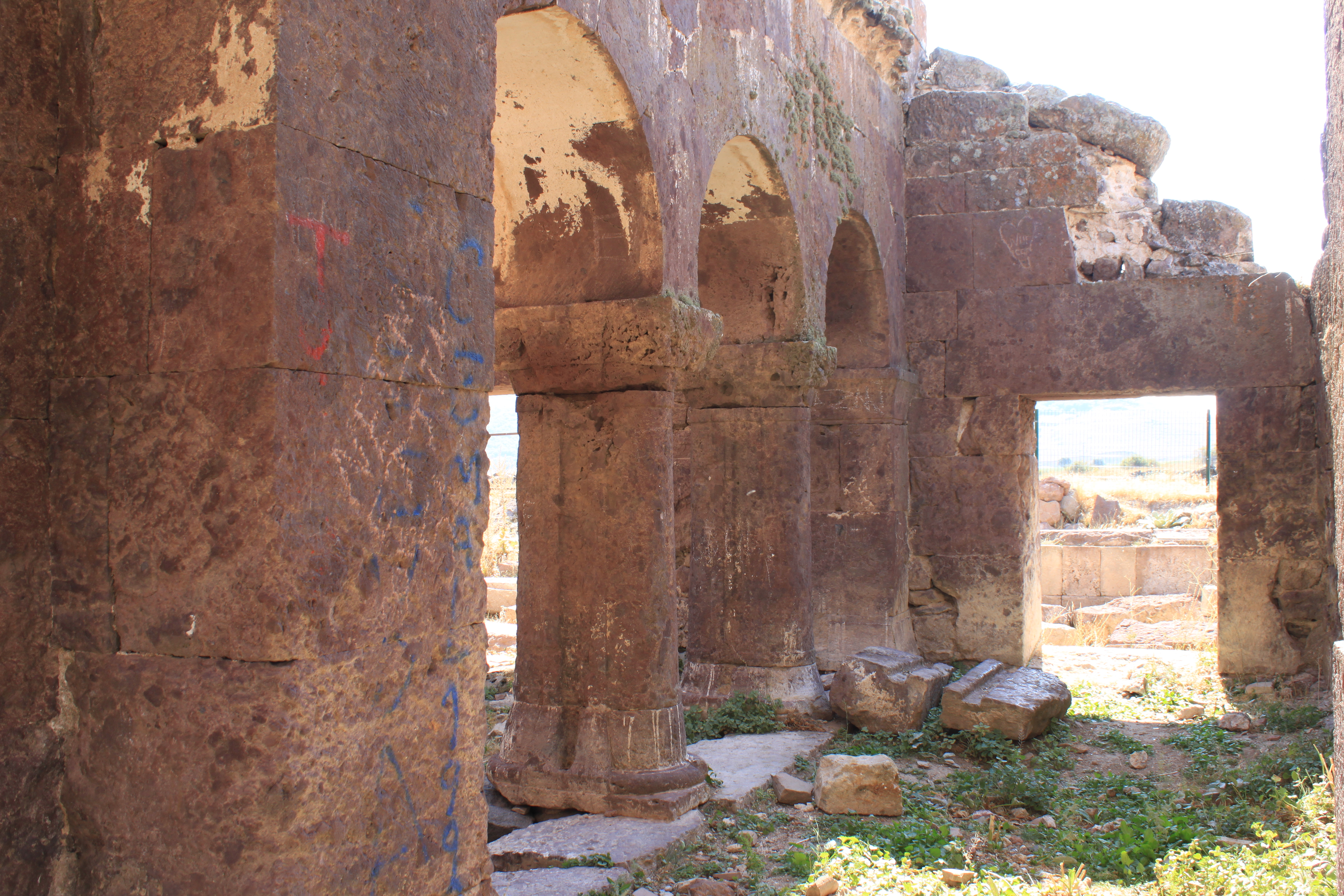
Seitenschiff der Kızıl Kilise („rote Kirche“) in Sivrihisar, Güzelyurt (Aksaray)

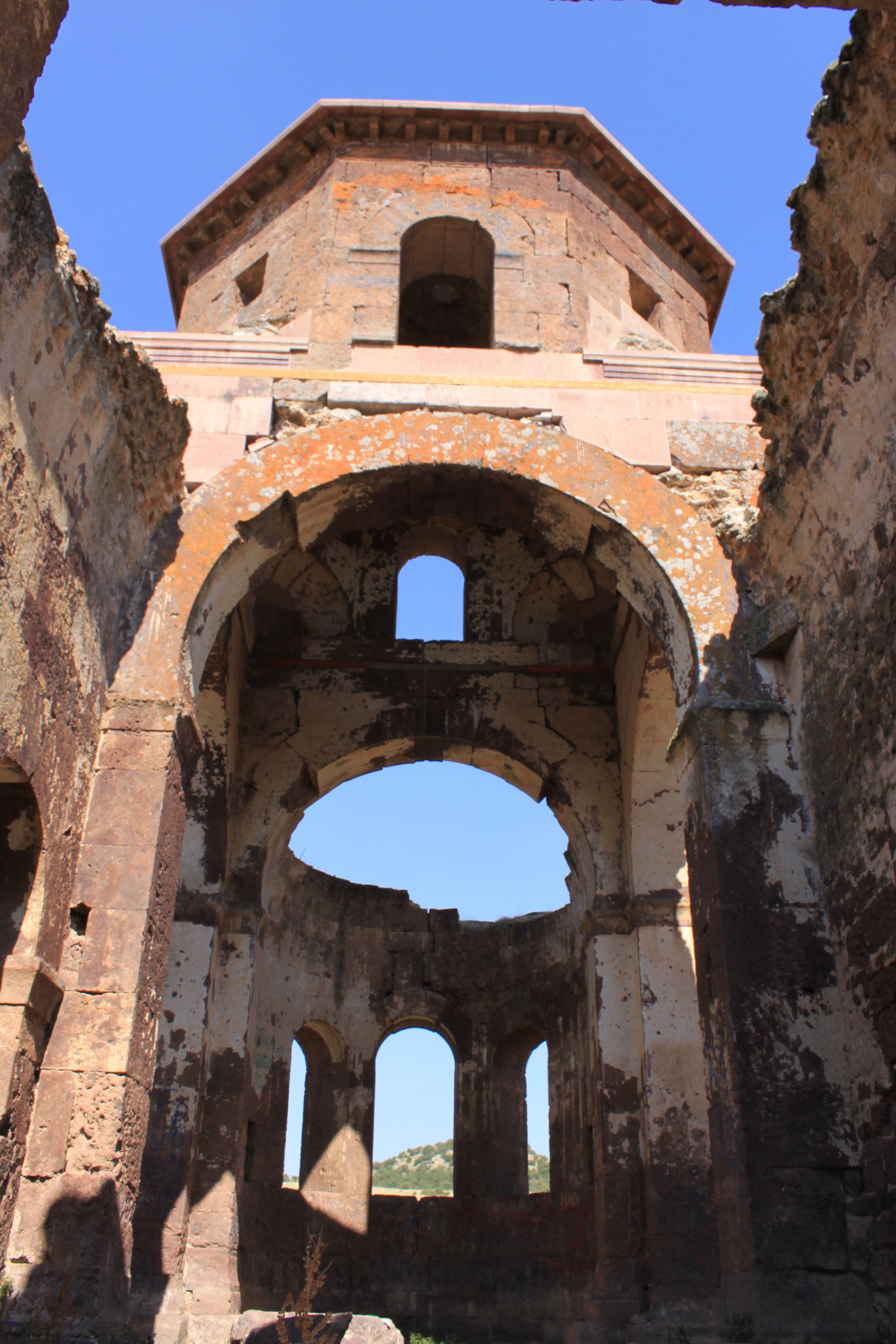
Kızıl Kilise („rote Kirche“) in Sivrihisar, Güzelyurt (Aksaray)

Seit 2002 hat sich der Verein Les amis de la Cappadoce der stark vernachlässigten Kirche angenommen. Bis 2009 wurde ein Fonds aus internationalen Spendengeldern gegründet, so dass ab 2010 Ausgrabungen und Untersuchungen unter der Leitung des Museums Aksaray (türkisch Aksaray Müzesi) durchgeführt werden konnten. Dabei wurden die Überreste eines kleinen Dorfes, eines Brunnens sowie einer kleinen Kapelle, wahrscheinlich aus dem 4. Jahrhundert, die ungefähr 100 m nördlich der Kirche liegt, entdeckt.
Bis zum Jahre 2011 erbrachte eine internationale Spendensammlung 500.000 € und die türkische Regierung begann ein Programm zur Wiedererrichtung der Roten Kirche. İsmet Ağaryılmaz, ein pensionierter Professor, der zuvor Restaurierungstechniken an der Technischen Universität Yildiz unterrichtete, leitete das Projekt. Bis 2014 wurden das Dach des Tambours neu gedeckt und die Außenmauern gesäubert und gestützt.
In der Umgebung liegt das Klostertal von Güzelyurt mit drei unterirdischen Städten und zahlreichen Felsenkirchen und Höhlenklöstern sowie die byzantinische Burgruine Sivrihisar (deutsch: Spitze Burg).